# Frog Island (London)
Frog Island ist eine unbewohnte Insel an der Nordseite der Themse in Rainham im London Borough of Havering.

## Nutzung
Auf der Insel gibt es eine Mechanisch-biologische Abfallbehandlungsanlage der East London Waste Authority. Die Anlage wandelt 50 % des behandelten Abfalls in Ersatzbrennstoff und sortiert Glas und Metall aus. Heute ist die Insel nur durch einen Graben getrennt und erscheint als Senke mit einer relativen Höhe von 2 m im Vergleich zum Ufer. Sie war einst eine bei Hochwasser klar abgrenzte Insel in der Mündung des Ingrebourne River.